# 中上川彦次郎

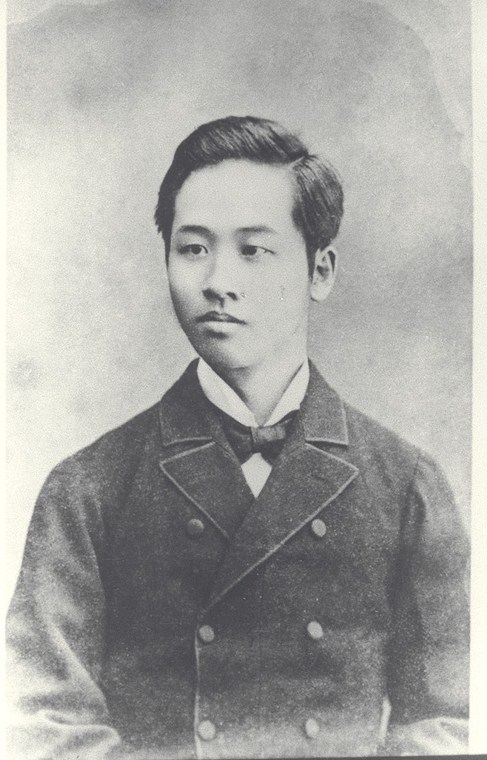
中上川彦次郎

中上川 彦次郎（なかみがわ ひこじろう、嘉永7年8月13日（1854年10月4日） - 明治34年（1901年）10月7日）は、明治時代の官吏・実業家。三井財閥の工業化と三井銀行の不良債権処理を推進し、三井家の最高議決機関である「三井家同族会」を設置。「三井中興の祖」として高く評価されている。従五位。三井合名理事長。福澤諭吉の甥（母･婉が諭吉の姉）にあたる。三女はタレント・参議院議員の藤原あき。

## 経歴

### 生い立ち
現在の大分県中津市金谷森ノ丁に豊前中津藩士・中上川才蔵・婉夫妻の長男として生まれる。
手島物斎（仁太郎）と弟の橋本塩巖（手島中次郎）の下で漢学を修め、15歳頃まで藩校・進脩館で四書五経を学んだ後、講師となる。その後、大阪に出て適塾の山口良蔵に学ぶ。1869年（明治2年）には東京留学が許され慶應義塾に入学。卒業後、中津市学校・伊予宇和島藩の洋学会社の教員などを歴任する。

### イギリス留学
イギリスへの留学を計画するが、当初叔父の福澤諭吉は留学に反対したが、小泉信吉と同行するのであればとの条件で承諾した。また、留学費用も福澤に泣きついて捻出してもらい、さらに小泉信吉の留学費用も、小泉の説得に心を動かした福澤が紀州家に周旋して捻出したものだった。こうして、中上川と小泉はイギリスへ留学のため渡航し、1874年（明治7年）12月から1877年（明治10年）までキングス・カレッジ・ロンドンで学んだ。
このロンドンでの留学中に、中上川と小泉は元老院議官の井上馨と緊密な関係を形成した。これは井上が、江華島事件の後始末として1876年（明治9年）年2月の日朝修好条規（江華島条約）の締結に尽力した後、ロンドンへ渡ってイギリスの政治経済状況を調査したが、この井上のロンドン滞在中に留学していた福沢の高弟である中上川と小泉らを毎週土曜日に自宅に招いて勉強会を開いたことが双方の関係を深める場となった。

### 井上馨の知己
1878年（明治11年）、工部卿・井上馨に誘われて工部省に入省。井上馨の秘書官となる。井上が外務卿となると中上川も外務省に入り、従六位に叙せられ太政官少書記官となり、中野健明の後を次いで公信局長となる。1880年（明治13年）に、外務省太政官権大書記官に昇進、従五位に進む。井上の下で条約改正案の作成にあたる。同時期に、慶應義塾で同窓であった小松原英太郎が外務省権少書記官に居た。
この頃、伊藤博文から要請を受けた官制新聞『公布日誌』発刊の計画の打診について、福澤諭吉の代わりに断りの打診を告げる。明治十四年の政変による失脚という政変に伴い、外務省を辞す。後に福澤の勧めで時事新報社社長となる。

### 山陽鉄道時代
三菱の荘田平五郎から社長就任の要請があり、1887年（明治20年）山陽鉄道（現在のJR山陽本線の前身）創設時の社長となる。建設に当たっては、瀬戸内海航路との競争を意識して、「線路の勾配を100分の1以内（10パーミル以内）にせよ」との方針を打ち出し、「百分の一」「ワン・ハンドレッド」とあだ名された。しかし90年不況の影響で経営不振となり、工事がストップしたまま、1891年（明治24年）に社長を辞任する。1892年（明治25年）、社長に就任した松本重太郎は借入金と社債発行により資金調達の道をつけ、三原～広島間の敷設を1894年（明治27年）までに完成させた。第四代神戸商業会議所会頭。
山陽鉄道の社長時代には、当時「車長」と呼ばれていた役職を、「社長」と響きが同じで良くないとして「車掌」という語を考案している。

### 三井改革
1891年（明治24年）、三井銀行の経営危機に際して井上馨の要請を受けて福澤諭吉は当初、学卒第一号の高橋義雄を慶應から選んだが、失敗した。そこで、慶應を卒業して福澤の甥っ子であり、上述のように井上とも知己であった中上川が山陽鉄道を退社して三井財閥に入る。1891年（明治24年）、山陽鉄道を辞して三井銀行に入行、理事となる。三井鉱山理事、三井物産理事、三井呉服店調査委員を兼務し、三井大元方参事となる。
三井銀行及び同財閥の経営を任された中上川は益田孝らとともに三井財閥が政商として抱えていた明治政府との不透明な関係を一掃。不良債権の回収に奔走し、まず手始めに本願寺から差し押さえも辞さない態度で債権回収に成功、また伊藤博文の京遊びの不足分の借り受けの申し込みも断り、さらに井上馨の反対を押し切って桂太郎の邸宅を差し押さえるなど、豪腕にして財務体質の健全化を図ったが、水面下では次第に中上川反対派が結成された。一方、王子製紙・鐘淵紡績・芝浦製作所などを傘下に置いて三井財閥の工業化を推進した。1893年（明治26年）、日本郵船会社取締役に就任。
没後の1904年（明治37年）に三井呉服店（旧越後屋）を三井本体から分離して三越百貨店としたのも中上川の構想とされている）。また、学卒者の定期採用としてほぼ慶應出身者のみを採用し、柳荘太郎、藤山雷太・武藤山治・藤原銀次郎・小林一三・池田成彬ら有能な人材を育てた。中上川の死後、中上川の「工業化路線」は、益田孝の「商業化路線」に取って代わられ、さらに後継最有力候補と目されていた朝吹英二らも益田を補佐する地位に一旦はあったが、最後は退任に追い込まれた。
中上川の政府高官に対するあまりにも厳しい貸金回収策は、井上馨の意見を無視してのものであったために、のちに中上川と井上の関係はうまくいかなくなるという、中上川には好ましからざる結果を生む事になった。

## 家族・親族
- 妻 : 勝（旧福井藩士・江川常之助の長女）
- 長男 : 太郎一
- 長女 : 艶（池田成彬に嫁す）
- 次男 : 次郎吉（慶應義塾卒。電気化学工業監査役）
- 次女 : 道（日比谷平左衛門の長男・新次郎の妻[10]）
- 三男 : 三郎治（慶応義塾理財科卒。千代田組副社長、鐘淵紡績監査役）
- 三女 : アキ（タレント・政治家。母は彦次郎の妾・つね）
- 四男 : 鐡四郎（コーネル大学電気科卒。富士電機製造取締役、日本ペガサス常務）
- 四女 : 銀（母は彦次郎の妾・つね）
- 五男 : 勇五郎（京都大学工科卒。日東化学工業常務）
- 六男 : 小六郎（京都大学理科卒。三井生命保全部長、福岡製紙監査役。松方正義の孫の富子と結婚）
- 妹 : 澄（朝吹英二に嫁す）
- 義妹 : 峰（妻・勝の妹。藤山雷太に嫁す）
- 妾 : つね（三女・アキ及び四女・銀の生母）

## 著作

### 単書
- 『日本地図草紙の文』1873年11月。NDLJP:767763。 - 福澤諭吉『日本地図草紙』の付録。
- 『陰陽両暦比較表』中上川彦次郎、1873年12月。NDLJP:831088。
- 『第一文字の教』中上川彦次郎、1874年3月。NDLJP:862394。
- 『第二文字の教』中上川彦次郎、1874年3月。NDLJP:862404。

### 短編
- 中川敬一郎、由井常彦 編集・解説 編「中上川彦次郎編」『財界人思想全集』 第1、ダイヤモンド社、1969年。

### 翻訳
- 『議事院談』 後編、福澤諭吉 閲、中上川彦次郎 訳、中上川彦次郎、1874年10月。NDLJP:783870。 - 亜米利加合衆国マスサチュセッツ州の憲法の飜訳。

### 筆記
福澤諭吉 立案、中上川彦次郎 筆記と記されている著書。実際は福澤諭吉が執筆した著作である。
- 『時事大勢論』福澤諭吉 立案、中上川彦次郎 筆記、飯田平作、1882年4月。NDLJP:783139。
- 『帝室論』福澤諭吉 立案、中上川彦次郎 筆記、丸善、1882年4月。NDLJP:783521。
- 『徳育如何』福澤諭吉 立案、中上川彦次郎 筆記、飯田平作、1882年11月。NDLJP:757929。
- 『学問之独立』福澤諭吉 立案、中上川彦次郎 筆記、飯田平作、1883年2月。NDLJP:808243。
- 『全国徴兵論』福澤諭吉 立案、中上川彦次郎 筆記、慶応義塾出版社、1884年1月。NDLJP:843081。
- 『通俗外交論』福澤諭吉 立案、中上川彦次郎 筆記、飯田平作、1884年6月。NDLJP:785605。
  - 福澤諭吉 立案、中上川彦次郎 筆記 著「通俗外交論」、稲生典太郎 編『内地雑居論資料集成』 1巻、原書房〈明治百年史叢書 第404巻〉、1992年7月。ISBN 4-562-02325-2。 - 複製。
- 『日本婦人論』 後編、福澤諭吉 立案、中上川彦次郎 筆記、石川半次郎、1885年8月。NDLJP:798981。
- 『士人処世論』福澤諭吉 立案、中上川彦次郎 筆記、時事新報社、1885年12月。NDLJP:755643。
- 福澤諭吉 立案、中上川彦次郎 筆記『品行論』時事新報社、1885年12月。NDLJP:758187。
- 『男女交際論』福澤諭吉 立案、中上川彦次郎 筆記、石川半次郎、1886年6月。NDLJP:759152。
  - 『男女交際論』福澤諭吉 立案、中上川彦次郎 筆記、三香堂、1886年7月。NDLJP:759151。
  - 『男女交際論』福澤諭吉 立案、中上川彦次郎 筆記、三香堂、1886年7月。NDLJP:759153。 - 附：『男女交際餘論』。
  - 『男女交際論』福澤諭吉 立案、中上川彦次郎 筆記、岡本直蔵、1886年9月。NDLJP:759154。 - 附：『男女交際餘論』。

### 偽版
『男女交際論』の偽版として以下の2冊がある。
- 『男女交際論俗解　附・男女交際餘論』福澤諭吉 立案、中上川彦次郎 筆記、高橋恭二郎 俗解、精文堂、1886年11月。NDLJP:849355。 - 大阪で出版された偽版。『男女交際論』と『男女交際餘論』に無断で振り仮名を付して俗解と称したもの。
- 『男女交際論』福澤諭吉 立案、中上川彦次郎 筆記、高橋恭二郎 俗解、干城社、1898年9月。NDLJP:759154。 - 附：『男女交際 花と月』（松の家みどり）。東京で出版された偽版。『男女交際論』と『男女交際餘論』に無断で振り仮名を付して俗解と称し、『男女交際 花と月』という小説を追加したもの。

## 関連文献
- 石井寿美世 著「中上川彦次郎　なかみがわ ひこじろう」、福澤諭吉事典編集委員会 編『福澤諭吉事典』慶應義塾大学出版会、2010年12月25日、543f頁。ISBN 978-4-7664-1800-2。
- 楫西光速「三　中上川彥次郎」『日本人物史大系』 第6巻、朝倉書店、1960年、121-148頁。
- 白柳秀湖『中上川彦次郎伝』岩波書店、1940年。ISBN 4-00-001534-6。NDLJP:1686998。
- 鈴木梅四郎「実業家としての中上川彦次郎先生」『現代日本思想大系』 第11、筑摩書房、1964年、165-178頁。
- 砂川幸雄『中上川彦次郎の華麗な生涯』草思社、1997年3月。ISBN 4-7942-0752-2。 - 参考文献・引用資料：pp.276-278.
- 中上川彦次郎君伝記資料編纂所 編『中上川彦次郎君伝記資料』 第1集、北山米吉、1927年。
- 日本経営史研究所 編『中上川彦次郎伝記資料』東洋経済新報社、1969年。
- 松尾博志『近代三井をつくった男　企業革命家・中上川彦次郎』PHP研究所、1984年6月。ISBN 4-569-21322-7。 - 付録：中上川彦次郎年譜・主な参考文献。
- 井田泰人「山陽鉄道会社における中上川彦次郎の経営姿勢と社内改革」『交通史研究』第39巻、交通史学会、1997年、56-69頁、doi:10.20712/kotsushi.39.0_56。